# George Poage
George Coleman Poage (Hannibal, 6 de noviembre de 1880 - Chicago, 11 de abril de 1962) fue un atleta olímpico estadounidense.
Al llegar en tercer lugar en los 400 metros con barrera a prueba, George Coleman se convirtió en el primer medallista olímpico negro de la era moderna, ganando la medalla de bronce en los Juegos Olímpicos de San Luis 1904.